# Retribution (film, 2023)
Retribution är en amerikansk action-thrillerfilm från 2023. Filmen är regisserad av Nimród Antal, efter ett manus skrivet av Christopher Salmanpour. Filmen är en ny version av den spanska filmen El desconocido från 2015.
Filmen hade biopremiär i Sverige den 6 oktober 2023, utgiven av SF Studios.

## Handling
Filmen kretsar kring Matt Turner som är en framgångsrik affärsman bosatt i Berlin. En morgon när han kör barnen till skolan får han ett telefonsamtal som säger att det finns en bomb under hans säte. Matt måste följa främlingens instruktioner i en kapplöpning mot tiden för att skydda sin familj.

## Rollista (i urval)
- Liam Neeson – Matt Turner
- Noma Dumezweni – Angela Brickmann
- Lilly Aspell – Emily Turner
- Jack Champion – Zach Turner
- Embeth Davidtz – Heather Turner
- Matthew Modine – Anders Muller
- Arian Moayed – Sylvain
- Emily Kusche – Mila